# 墨西哥共产主义青年
墨西哥共产主义青年（西班牙語：Juventud Comunista de México，缩写为JCM）是墨西哥的一个青年组织，是共产党人党的青年翼。该组织成立于2005年1月29日－30日。该组织以马克思列宁主义为指导思想。该组织曾是世界民主青年联盟的成员。